# Luna Carocci
Luna Veronica Carocci (Lucca, 10 luglio 1988) è un'ex pallavolista italiana, nel ruolo di libero.

## Carriera

### Club
Luna Carocci inizia a giocare a pallavolo all'età di 8 anni in una squadra della sua città, Lucca, il Volley Pantera, con il quale all'età di 15 anni esordisce in Serie B2. Nel 2004 si trasferisce a Ravenna, sede del Club Italia, collegiale permanente della Federazione Italiana Pallavolo, dove rimane per due annate disputando il campionato di Serie B1.
Nella stagione 2006-07 viene ingaggiata dall'Esperia di Cremona per un biennio in Serie A2 facendo quindi il proprio esordio nel massimo campionato nell'annata 2008-09 accettando la proposta del Villanterio, dove resta fino al 2010; nella stagione 2010-11 si accasa al Busto Arsizio e in quella successiva al Villa Cortese, entrambe in Serie A1. Con la divisa di Villa Cortese fa il suo esordio in Champions League arrivando in Final Four e vince il premio individuale per la miglior ricezione del Campionato di A1.
Nell'annata 2012-13 è la volta della prima esperienza all'estero, nello specifico in Azerbaigian, dove disputa la Superliqa con l'Azərreyl; rientra tuttavia in Italia già nell'annata seguente, quando firma per la Robur Tiboni Urbino, mentre nel campionato 2014-15 è in campo per il River di Piacenza con cui ottiene il primo trofeo di squadra, cioè la Supercoppa italiana 2014, e nell'annata 2015-16 si trasferisce al Flero, sempre in Serie A1.
Dalla stagione 2016-17 la carriera di Luna prosegue all'estero per un quadriennio, dapprima nella Divizia A1 rumena con il CSM Bucarest, quindi nella 1. Bundesliga tedesca con la maglia dello Schweriner, con cui nell'annata 2017-18 conquista la Supercoppa e lo scudetto, ed infine per un biennio nella Ligue A francese dove si aggiudica il campionato 2018-19 e la Supercoppa 2019 con il RC Cannes.
Per la stagione 2020-21 fa nuovamente rientro in Serie A1, ingaggiata stavolta dalla Savino Del Bene. Nella stagione 2021-22 difende i colori di Casalmaggiore, nella medesima divisione.

### Nazionale
Nel 2005 viene convocata dalla nazionale under 18 italiana con cui si aggiudica la medaglia di bronzo sia al campionato europeo che al campionato mondiale di categoria, mentre l'anno successivo vince il campionato europeo con la selezione under 19.
Nell'estate 2011 ottiene le prime convocazioni in nazionale maggiore.

## Palmarès

### Club
- Campionato tedesco: 1

2017-18
- Campionato francese: 1

2018-19
- Supercoppa italiana: 1

2014
- Supercoppa tedesca: 1

2017
- Supercoppa francese: 1

2019

### Nazionale (competizioni minori)
- Campionato europeo under 18 2005
- Campionato mondiale under 18 2005
- Campionato europeo under 19 2006